# Lonchorhina
Lonchorhina es un género de murciélagos que pertenecen a la familia Phyllostomidae. Agrupa a seis especies nativas de América.

## Especies
Se reconocen las siguientes especies y subespecies:
- Lonchorhina aurita Tomes, 1863
  - Lonchorhina aurita aurita Tomes, 1863
  - Lonchorhina aurita occidentalis Anthony, 1923
- Lonchorhina fernandezi Ochoa & Ibanez, 1982
- Lonchorhina inusitata Handley and Ochoa, 1997
- Lonchorhina mankomara Mantilla-Meluk & Montenegro, 2016
- Lonchorhina marinkellei Hernandez-Camacho & Cadena-G, 1978
- Lonchorhina orinocensis Linares & Ojasti, 1971